# Ан Лоурънс
Ан Лоурънс (на английски: Ann Lawrence) е американска писателка на бестселъри в жанра исторически и паранормален любовен роман.

## Биография и творчество
Ан Лоурънс е родена на 2 май 1951 г. в Джилингам, Кент, Англия. Израства в района на Филаделфия. Учи в университета „Уест Честър“ в Пенсилвания и в университета „Темпъл“.
Започва да пише през 1995 г. след като се запознава с местната организация на Писателите на романси на Америка. Първият ѝ любовен роман „Virtual Heaven“ печели конкурс за непубликувани писатели в категорията „паранормален романс“, и е издаден през 1999 г. След публикацията си печели наградата на читателите „P.E.A.R.L.“ за паранормален любовен роман на годината.
Писателката заболява от хронична лимфоцитна левкемия, но последните изследвания и медикаменти ѝ действат успешно.
Ан Лоурънс живее със семейството си в предградията на Филаделфия.

## Произведения

### Самостоятелни романи
- Do You Believe? (2005)
- Lord of Swords (2013)

### Серия „Перфектни герои“ (Perfect Heroes)
1. Virtual Heaven (1999)
2. Virtual Desire (2000)
3. Virtual Warrior (2002)

### Серия „Средновековие“ (Medieval Trilogy)
1. Господарят на замъка, Lord of the Keep (1999)
2. Lord of the Mist (2001)
3. Lord of the Hunt (2003)

### Серия „Дивия залив“ (Savage Bay)
1. Christmas in Savage Bay (2013)